# Kayleigh McEnany
Kayleigh McEnany (/ˈkeɪli ˈmækəˌnɛni/; Tampa, 18 de abril de 1988) é uma comentarista política e autora norte-americana que ocupou o cargo de porta-voz da Casa Branca de abril de 2020 a janeiro de 2021.
Graduada na Universidade de Georgetown e na Universidade Harvard, McEnany começou sua carreira como produtora do programa político Huckabee, da Fox News, e mais tarde tornou-se comentarista da CNN. Em 2017 ela foi nomeada porta-voz nacional do Comitê Nacional Republicano. Em abril de 2020, McEnany foi nomeada ao cargo de porta-voz da Casa Branca no governo Trump. Ela deixou oficialmente o cargo após a posse de Joe Biden, em janeiro de 2021.

## Início de vida
Nascida e criada em Tampa, no estado norte-americano da Flórida, Kayleigh McEnany é filha de Leanne e Michael McEnany. Ela frequentou a Academy of the Holy Names, escola preparatória privada católica em Tampa. Após a graduação ela formou-se em política internacional na Universidade de Georgetown em Washington, D.C. McEnany também estudou em Oxford, Inglaterra. Após graduar-se em Georgetown, McEnany foi produtora do programa Mike Huckabee Show por três anos.
Posteriormente, McEnany matriculou-se na Escola de Direito da Universidade de Miami, antes de se transferir para a Harvard Law School. Mike Huckabee disse que "uma das razões pelas quais McEnany ingressou na faculdade de direito foi porque ela percebeu que não teria oportunidade de ir ao ar na Fox tão cedo". Na Faculdade de Direito de Miami McEnany recebeu o Prêmio de Excelência Bruce J. Winnick, bolsa de estudos concedida aos melhores da classe. Ela formou-se em Harvard em 2016.

## Carreira
Como estudante universitária, McEnany estagiou com vários políticos como Tom Gallagher, Adam Putnam e George W. Bush, e posteriormente trabalhou no Escritório de Comunicações da Casa Branca onde escrevia briefings de mídia.

### Mídia
Enquanto estudava Direito, McEnany apareceu na CNN como comentarista. Ela apoiou Donald Trump na eleição presidencial de 2016. No entanto, no início de 2015, McEnany fez inúmeras críticas a ele, declarando na CNN e na Fox Business que "Donald Trump mostrou ser um showman" e que era "lamentável" e "inautêntico" chamá-lo de republicano. McEnany também disse que seus comentários sobre imigrantes mexicanos eram racistas. Ela passou a apoiar Trump depois de receber conselhos de Michael Marcantonio, um colega associado em um escritório de advocacia e democrata. Ele disse a ela que "Donald Trump será seu indicado" e se "uma jovem e inteligente loira formada em Harvard" quisesse "aparecer na televisão e ter uma carreira como analista política, seria sensato ser uma dos primeiros apoiadores." De acordo com o The Guardian, McEnany seguiu este conselho.
Em 5 de agosto de 2017 McEnany deixou seu cargo na CNN. No dia seguinte ela apresentou um webcast de 90 segundos, Real News Update, na página pessoal de Trump no Facebook. Ela elogiou Trump em todo o segmento, dizendo que ela "trouxe as verdadeiras notícias" para o povo americano.
O ex-chefe de McEnany, Mike Huckabee, a chamou de "pesquisadora meticulosa" e "extraordinariamente preparada". Seu rápido sucesso foi notado por Van Jones, comentarista da CNN e ativista liberal que trabalhou ao lado dela na emissora. "Não estou tentando defender a mensagem, mas o que espero que as pessoas possam reconhecer é que há poucas pessoas em qualquer um dos partidos que podem realizar o que Kayleigh conquistou em tão pouco tempo... As pessoas continuam levando-a com leviandade, e continuam lamentando."

### Estrategista política republicana
McEnany está intimamente associada ao Partido Republicano desde a época da faculdade. Ela foi uma crítica do governo de Barack Obama, e em 2012 fez inúmeras publicações no Twitter questionando o local de nascimento do presidente, ecoando as teorias conspiratórias sobre sua origem. Em 2012, McEnany fez uma publicação sobre o meio-irmão de Obama, Malik, que vive no Quênia: "Como Eu Conheci o Seu Irmão – Não importa, esqueci que ele ainda está naquela cabana no Quênia."
Em 2017, ela respondeu às alegações de que foi hipócrita da parte de Trump visitar seu campo de golfe enquanto presidente, alegando erroneamente que o presidente Obama correu para um jogo de golfe após a decapitação do jornalista Daniel Pearl em 2002. Obama era senador na época do assassinato. McEnany posteriormente pediu desculpas pelo comentário e fez uma observação que Obama foi jogar golfe após o assassinato de outro jornalista, James Foley, em 2014, que foi decapitado pelo Estado Islâmico na Síria. Obama, que estava de férias em Martha's Vineyard na época, admitiu que deveria ter "antecipado a ótica" de ir jogar golfe imediatamente após fazer uma declaração à imprensa sobre a morte de Foley.

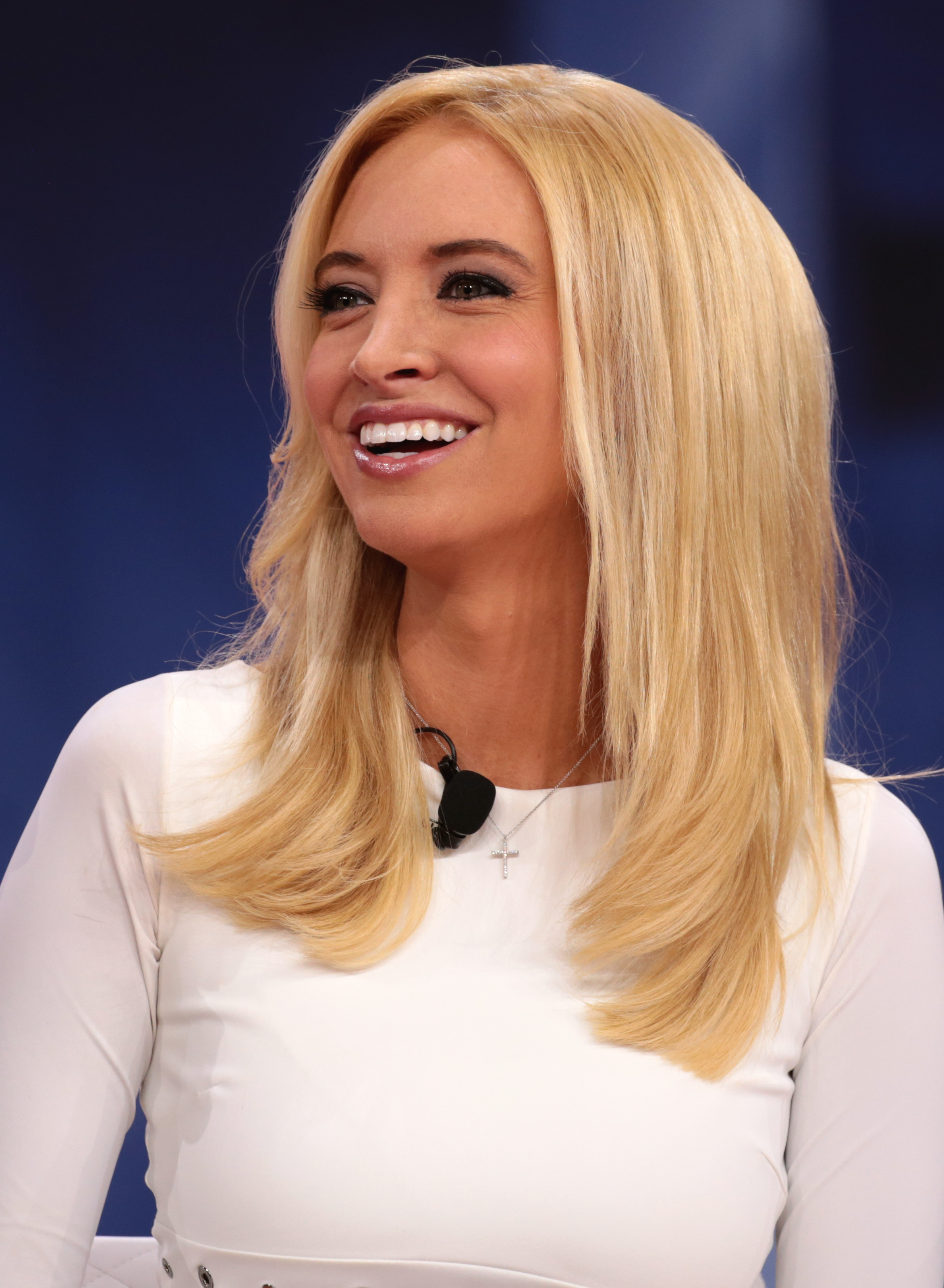
Kayleigh McEnany em 2018 discursando na Conferência de Ação Política Conservadora (CPAC) em National Harbor, Maryland.

Em 7 de agosto de 2017, o Comitê Nacional Republicano (RNC) nomeou McEnany como porta-voz nacional. Em 2017, como porta-voz do comitê, McEnany apoiou Trump em meio a uma reação bipartidária em resposta a seus comentários sobre um protesto supremacista branco em Charlottesville, Virgínia, no qual ele sugeriu que os supremacistas brancos e os contraprotestadores antirracistas compartilhavam a culpa pela violência; em um tweet, McEnany escreveu que o Partido Republicano apoiava a "mensagem de amor e inclusão" de Trump.
Apesar do histórico bem documentado de declarações enganosas de Trump, em agosto de 2019 McEnany disse a Chris Cuomo da CNN: "Não acredito que o presidente tenha mentido."
Nas semanas anteriores à sua nomeação como secretária de imprensa da Casa Branca, McEnany elogiou a maneira como Trump estava lidando com a pandemia de COVID-19, dizendo: "Este presidente sempre colocará os Estados Unidos em primeiro lugar, ele sempre protegerá os cidadãos americanos. Não veremos doenças como o coronavírus aqui e não veremos terrorismo; não é revigorante compará-lo com a terrível presidência de Barack Obama?" Em uma entrevista de rádio no programa The Pat Miller Program em 11 de março, McEnany disse que os democratas estavam tentando "politizar" o coronavírus e que os democratas estavam quase "torcendo por esse resultado".
Nas semanas seguintes, McEnany foi criticada por seus comentários. O autor Grant Stern publicou no Twitter: "Kayleigh McEnany está vindo para a Casa Branca com novos 'fatos alternativos' sobre #coronavirus. O resto do mundo os chama de mentiras." McEnany respondeu que ela estava se referindo à proibição de viagens de Trump.

### Porta-voz da Casa Branca
Depois que Mark Meadows substituiu Mick Mulvaney como chefe de gabinete da Casa Branca em abril de 2020, a primeira mudança de pessoal de Meadows foi contratar McEnany como secretária de imprensa da Casa Branca em 7 de abril de 2020, o que foi oficialmente anunciado no dia seguinte. Stephanie Grisham, que atuava na função e como diretora de comunicações da Casa Branca desde junho de 2019, tornou-se chefe de gabinete e porta-voz da primeira-dama Melania Trump.
Dois meses após sua posse, a Associated Press escreveu sobre McEnany: "Ela deixou claro desde seu primeiro briefing que está disposta a defender a visão de seu chefe sobre si mesmo, bem como suas declarações mais escandalosas".
Em abril de 2020, McEnany defendeu a afirmação de Trump de que a Organização Mundial da Saúde havia mostrado um "claro viés em relação à China". Além disso, ela disse que a OMS colocava os americanos em risco ao "repetir afirmações imprecisas feitas pela China durante a pandemia do coronavírus" e "opor-se ás restrições de viagens dos Estados Unidos que salvam vidas."
Quando Trump foi criticado por especialistas por sugerir em uma coletiva de imprensa que o coronavírus poderia ser tratado com injeções de desinfetante, McEnany disse que suas declarações foram tiradas de contexto. Trump disse mais tarde que a sugestão foi feita de forma sarcástica, embora não houvesse nenhuma indicação de que ele estava fazendo uma piada.
Em 1 de maio de 2020, como parte de sua primeira coletiva de imprensa pública e a primeira por um secretário de imprensa da Casa Branca em 417 dias, McEnany foi questionada por um repórter da Associated Press: "Você prometerá nunca mentir para nós nesse pódio? " McEnany respondeu: "Eu nunca vou mentir para você. Você tem minha palavra sobre isso." Sobre a resposta de Trump à pandemia de COVID-19 ela disse: "Este presidente sempre apoiou os dados". Em resposta às alegações de má conduta sexual do presidente, McEnany disse: "Ele sempre falou a verdade." McEnany afirmou falsamente que o Relatório Mueller, parte da investigação da interferência russa na eleição presidencial de 2016 resultou em uma "exoneração completa e total do presidente Trump", apesar do relatório dizer: "Consequentemente, embora este relatório não conclua que o presidente cometeu um crime, ele também não o exonera.”

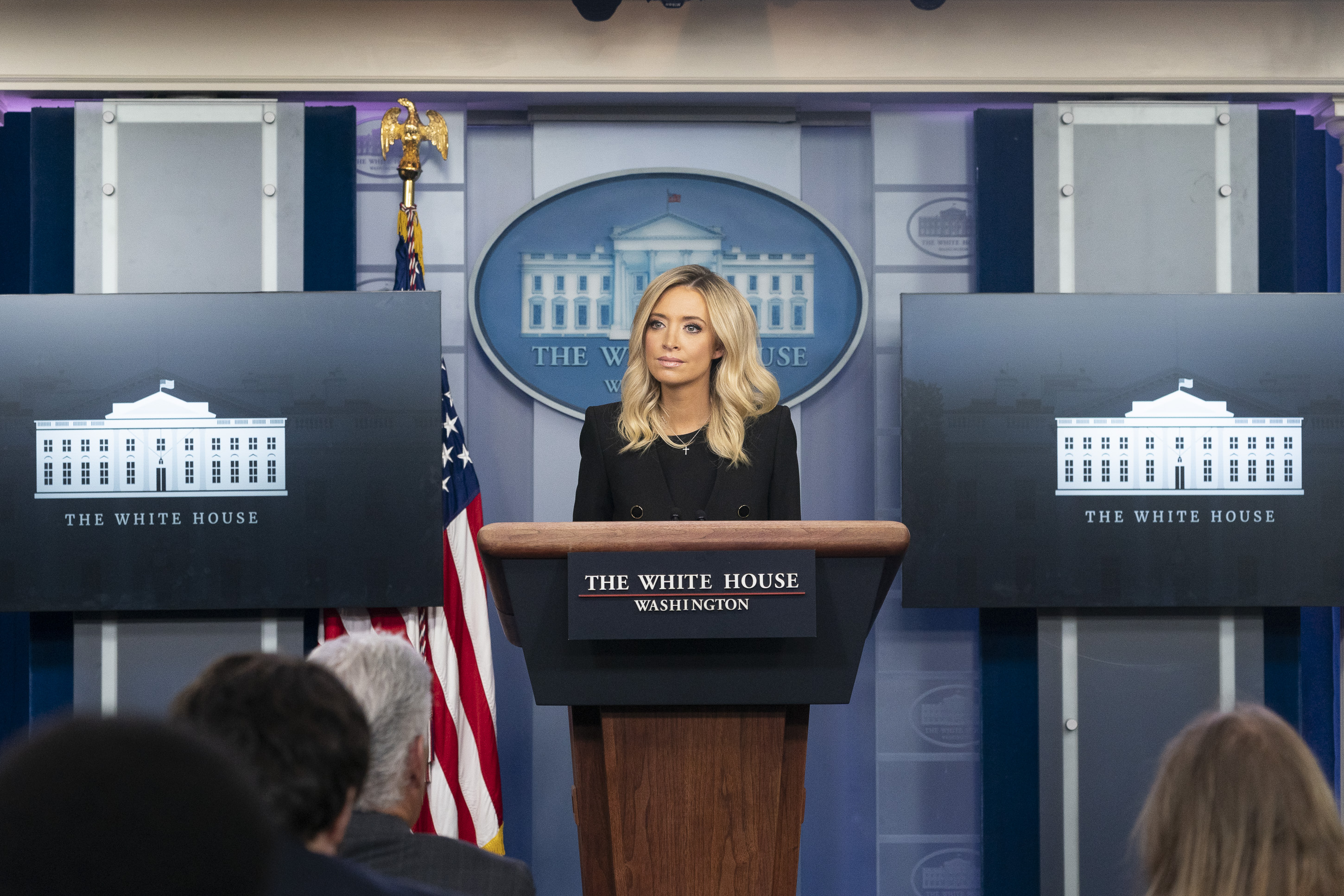
McEnany em uma entrevista coletiva de maio de 2020.

Em meio a relatórios em 8 de maio de 2020 de que a Casa Branca estava "engavetando" o lançamento das diretrizes de reabertura do COVID-19, McEnany disse que as diretrizes não haviam sido aprovadas por Robert Redfield, diretor dos Centros de Controle e Prevenção de Doenças (CDC). Após relatos da Associated Press de que Redfield já havia liberado a divulgação da orientação, Redfield abordou a questão pessoalmente, dizendo que os documentos ainda estavam em "forma de rascunho" e que foram liberados para "revisão", não para divulgação pública. Naquela mesma semana Obama, em uma conversa telefônica privada com membros do seu governo, descreveu a resposta de Trump à crise do coronavírus como um "desastre caótico absoluto". McEnany respondeu no dia seguinte em uma declaração à CNN afirmando que, ao contrário, a "resposta [de Trump] foi sem precedentes e salvou vidas americanas".
Em maio de 2020, McEnany defendeu a falsa acusação de Trump de que Joe Scarborough havia assassinado uma pessoa, sem oferecer uma evidência em apoio à acusação. No mesmo mês ela defendeu as afirmações de Trump sobre os perigos do voto pelo correio, repetindo suas declarações imprecisas de que o voto pelo correio tem uma "alta propensão para fraude eleitoral." A própria McEnany votou pelo correio 11 vezes em dez anos.
Em junho de 2020 ela defendeu a decisão da administração Trump de remover à força manifestantes pacíficos usando latas de fumaça, bolas de pimenta, escudos de choque, cassetetes, oficiais a cavalo e balas de borracha para que Trump pudesse ser fotografado na frente da Igreja Episcopal de São João em Washington. Ela comparou a ação de Trump à de Winston Churchill caminhando pelas ruas para examinar os danos causados por bombas durante a Segunda Guerra Mundial. Quando o general Jim Mattis, ex-secretário de defesa do governo Trump, condenou a ação do presidente, McEnany descreveu seus comentários como "um pouco mais do que uma façanha de autopromoção para apaziguar a elite de Washington".
Na coletiva de imprensa de 9 de setembro de 2020, quando questionada sobre as revelações sobre Trump relatadas por Bob Woodward em seu livro Rage, McEnany falsamente afirmou: "O presidente nunca minimizou o vírus", apesar do fato de que Trump havia dito a Bob Woodward em 19 de março de 2020: "Eu sempre quis minimizar. Ainda gosto de minimizar, pois não quero criar pânico." Em resposta ao comentário de McEnany, o crítico do Washington Post Erik Wemple escreveu que ela havia "sacrificado sua credibilidade", enquanto o ex-secretário de imprensa da Casa Branca Joe Lockhart disse que suas respostas a consolidaram como uma "propagandista estatal".

## Vida pessoal
McEnany casou-se com o jogador de beisebol Sean Gilmartin, arremessador do Tampa Bay Rays, em novembro de 2017. O casal tem uma filha, nascida em novembro de 2019. Devido a mutações nos genes BRCA1 e BRCA2, McEnany possuía um alto risco de desenvolver câncer de mama e foi submetida a uma mastectomia dupla em 2018. Após a cirurgia, Ivanka e Donald Trump a telefonaram e lhe desejaram melhoras.

## Obras
- The New American Revolution: The Making of a Populist Movement (2018)[51]